# Linda De Ventura

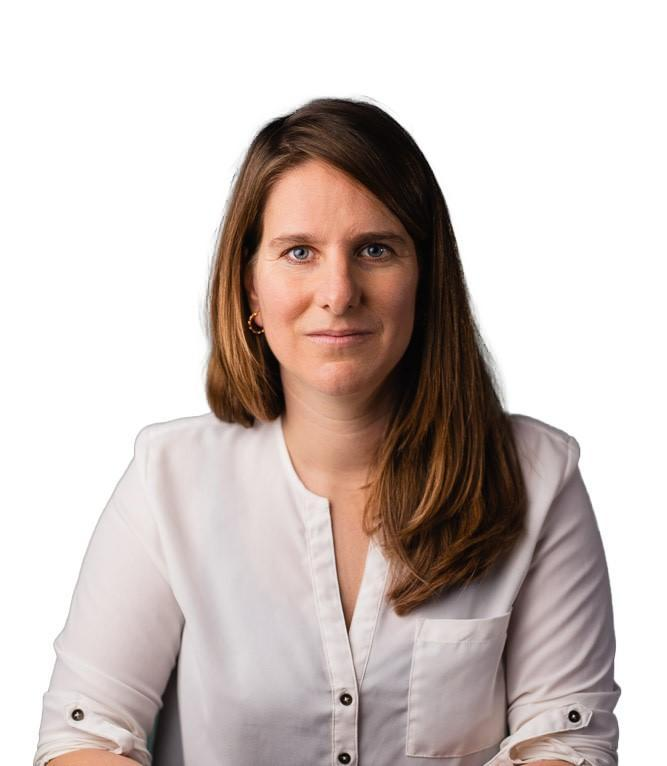
Linda De Ventura

Linda De Ventura (* 28. Mai 1986) ist eine Schweizer Politikerin (SP). Seit 2015 ist sie Kantonsrätin des Kantons Schaffhausen und seit 2024 Nationalrätin.

## Leben, Ausbildung und Beruf
Linda De Ventura ist in Neunkirch aufgewachsen. Heute lebt sie mit ihrem Partner und zwei Söhnen in der Stadt Schaffhausen. Von 2008 bis 2012 studierte sie Soziale Arbeit an der Zürcher Hochschule für Angewandte Wissenschaften. Auf den Bachelor als Sozialarbeiterin FH folgten mehrere Nachdiplomstudien.
Linda De Ventura arbeitet als Schulsozialarbeiterin in den Schulen von Neunkirch und Wilchingen.

## Politisches Engagement
Linda De Ventura kandidierte 2004 erstmals für den Kantonsrat Schaffhausen, damals auf der Liste der Juso Klettgau. 2008 und 2012 kandidierte sie erneut, nun jedoch für die Alternative Liste Schaffhausen. 2015 rückte sie für Florian Keller nach und vertritt seither als Kantonsrätin die Stadt Schaffhausen.
2020 erlangte sie nationale Bekanntheit mit einem Votum anlässlich einer überzogenen Kantonsratssitzung. Sie kritisierte die schlechte Vereinbarkeit des Ratsbetriebs mit der Elternschaft. Weil sie ihr Kind aus der Betreuung abholen musste, verpasste sie wichtige Abstimmungen.
Von 2021 bis zur Auflösung Anfang 2022 amtierte sie als Co-Präsidentin der Alternativen Liste Schaffhausen. In der Folge trat De Ventura der Sozialdemokratischen Partei bei, welche sie als Nationalratskandidatin für die Wahlen 2023 nominierte.
Seit 2023 ist sie Präsidentin des Mieterverbandes Schaffhausen.
Nach dem Rücktritt von Martina Munz rückte sie Anfang Dezember 2024 in den Nationalrat nach.